# A Deal in Diamonds
A Deal in Diamonds è un cortometraggio muto del 1915 diretto da Frank Cooley. Prodotto dalla American Film Manufacturing Company, il film è una commedia che aveva come interpreti Neva Gerber, Webster Campbell, Kathryn Wilson, Gladys Kingsbury, King Clark.

## Trama
Benché sia senza un soldo, Jack aspira alla mano della bella Flossy che ha però un altro ardente ammiratore, il ricco Harry. Per soffiare Flossy al rivale, Harry comincia a spendere un sacco di soldi per accontentare i capricci della ragazza. Al suo compleanno, le manda un enorme cesto di fiori, mentre Jack, passando davanti a una gioielleria, sogna quello che vorrebbe regalarle ma non può. Lì davanti passa una signora che lascia cadere un astuccio contenente una costosa spilla. Lui glielo restituisce ma, nell'eccitazione, tiene per sé il bell'astuccio. Pensa così di regalare a Flossy una spilla da quindici centesimi, ma il suo affitto è scaduto e la sua padrona di casa, vedendo l'etichetta da cento dollari, gli presta un rotolo di banconote prendendo come garanzia la spilla. Harry, intanto, regala la spilla a Flossy, dicendole che fa parte del tesoro di famiglia, e le chiede di indossarla a un ballo al quale intende portarla. Intanto la padrona di casa, resasi conto che la spilla è di ottone, la getta via. Viene raccolta da Sophie, la cameriera, che se ne adorna per andare al ballo.

Flossy dice a Harry che la spilla è perduta. Lui decide di acquistarla da Jack e gli offre cinquanta dollari per l'imitazione. La situazione si fa sempre più confusa fino a che Jack e Flossy vanno allegramente via lasciandosi dietro Harry e Sophie con la sua spilla di ottone.

## Produzione
Il film fu prodotto dalla American Film Manufacturing Company.

## Distribuzione
Distribuito dalla Mutual, il film - un cortometraggio in una bobina - uscì nelle sale statunitensi il 22 giugno 1915.